# Harrisia earlei
Harrisia earlei és una espècie fanerògama que pertany a la família de les cactàcies.

## Descripció
Harrisia earlei creix arbustiu amb columnes verticals, molt ramificades i tiges primes. N'hi ha nou costelles romes. Les quatre espines mitjanes marrons tenen una longitud de 2 a 2,5 centímetres. Les vuit a deu espines marginals són blanques. Les flors són grans i els fruits són grocs i esfèrics.

## Distribució
Harrisia earlei es troba a Cuba, concretament a la província de Pinar del Río, en costeruts penya-segats de pedra calcària en arbusts caducifolis.

## Taxonomia
Harrisia earlei va ser descrita per Nathaniel Lord Britton i Joseph Nelson Rose i publicat a The Cactaceae; descriptions and illustrations of plants of the cactus family 2: 154. 1920. (9 de setembre de 1920)
Etimologia
Harrisia: nom genèric que va ser anomenat en honor del botànic irlandès William Harris, qui va ser Superintendent de jardins públics i plantacions de Jamaica.
earlei: epítet que fa honor al botànic estatunidenc Franklin Sumner Earle (1856-1929).